# Hisako Kanemoto
Hisako Kanemoto (金元寿子, Kanemoto Hisako) (également connue sous le nom de Juri Aikawa) est une comédienne et chanteuse japonaise née le 9 décembre 1987 dans la ville de Kurashiki, préfecture d'Okayama.

## Biographie

### Enfance et formation
Hisako Kanemoto est née à la préfecture d'Okayama.
Le 5 mai 2009, elle participe à l'audition pour « Tanodan » organisée au « DreamParty Tokyo 2009 Spring » sur candidature générale, et a été sélectionné par le public pour jouer le rôle du personnage principal. Lorsqu'elle rentre chez Production Baobab, elle utilise le nom de scène de Juri Aikawa, mais a décidé d'utiliser son vrai nom Hisako Kanemoto sur la scène principale du "Dengeki Character Festival 2009" en octobre 2009.
Dans une interview, elle déclare avoir eu envie de s'essayer à la comédie pour devenir plus à l'aise à l'oral.

### Carrière
Elle obtient son diplôme en 2008.
En 2010, elle commence en doublant le personnage principal Kanata (Sora Deep Kanata) dans l'anime " So Ra no Wo To ", et l'anime télévisé " Invasion ! " diffusé à l'automne de la même année. Elle double également le personnage principal de Squid Girl, dans « Ika Musume ». L'année suivante, elle remporte le « New Actress Award » lors des Seiyu Awards .
Le 10 septembre 2014, elle ouvre un blog sur le site Ameba Blog .
En 2017, elle chante l'opening de l'anime Gamers!,,.
Le 26 mai 2018, elle annonce prendre un congé sabbatique jusqu'en mars 2019 pour étudier à l'étranger à Pékin,.

## Vie privée
Elle aime regarder des films, écouter de la musique et faire de la cuisine. Elle possède les qualifications MOS Word 2003.
Elle a déclaré que si elle n'était pas devenue doubleuse, elle se serait tournée vers le métier d'infirmière.
Elle a une sœur aînée.
Lors des événements liés à PreCure, elle joue souvent « Pikarin-Rock-Paper-Scissors » avec le public, et c'est devenu une tradition annuelle,.

## Distinctions
Elle a été classée 5ème dans la catégorie Favorite PreCure dans le "All PreCure Poll ".
En reconnaissance de son succès en tant que doubleuse, elle a été nommée par la préfecture d'Okayama « Ambassadeur Okayama du Pays du Soleil ».

## Doublage

### Cinéma
- 2011 : Voyage vers Agartha : Asuna Watase ;
- 2013 : Aura: Maryūinkōga Saigo no Tatakai (ja) : Shinako Kobato ;
- 2013 : The Garden of Sinners / recalled out summer : Mana Ryougi ;
- 2014 : Bodacious Space Pirates: Abyss of Hyperspace : Grunhilde Serenity ;
- 2015 : The Laws of the Universe Part 0 : Halle ;
- 2015 : Girls und Panzer der Film : Hoshino / Katyusha ;
- 2015 : Assassination Classroom : Hinano Kurahashi ;
- 2018 : The Laws of the Universe Part 1 : Halle ;
- 2019 : Love Live! Sunshine!! The School Idol Movie: Over the Rainbow : Itsuki ;
- 2019 : BanG Dream! FILM LIVE : Tsugumi Hazawa ;
- 2020 : Shirobako: le film : Aria ;
- 2021 : Sailor Moon Eternal : Sailor Mercury / Ami Mizuno ;
- 2021 : BanG Dream! Episode of Roselia - I: Promise : Tsugumi Hazawa ;
- 2021 : BanG Dream! Episode of Roselia - II: Song I Am : Tsugumi Hazawa ;
- 2021 : The Seven Deadly Sins: Cursed By Light : Veronica Liones ;
- 2021 : BanG Dream! FILM LIVE 2nd Stage : Tsugumi Hazawa ;
- 2022 : BanG Dream! Poppin' Dream! : Tsugumi Hazawa ;
- 2023 : Sailor Moon Cosmos : Sailor Mercury / Ami Mizuno ;

### Télévision
- 2004 : Bleach : Nozomi Kujo ;

- 2010 : La mélodie du ciel : Kanata Sorami ;
- 2010 : Durarara!! : Kururi Orihara ;
- 2010 : Okami-San and her Seven Companions : Uika ;
- 2010 : Sekirei: Pure Engagement : Katsuragi ;
- 2010 : Shiki : Shihori Maeda ;
- 2010 : Shinryaku! Ika Musume : Ika Musume ;

- 2011 : Is this a Zombie : Yuki Yoshida ;
- 2011 : Hidan no Aria : Misaki Nakasorachi ;

- 2012 : Lagrange - The Flower of Rin-nei : Asteria ;
- 2012 : Bobacious Space Pirates : Grunhilde Serenity ;
- 2012 : Smile Precure! : Yayoi Kise / Cure Peace ;
- 2012 : Is this a Zombie? of the Dead : Yuki Yoshida ;
- 2012 : Muv-Luv Alternative: Total Eclipse : Izumi Note ;
- 2012 : Kokoro Connect : Yui Kiriyama ;
- 2012 : Say I Love You : Chiharu Ogawa ;
- 2012 : Girls und Panzer : Hoshino / Katyusha ;

- 2013 : Gargantia on the Verdurous Planet : Amy ;
- 2013 : A Certain Magical Index : Figa Kanmi ;
- 2013 : Wanna be the Strongest in the World : Moe Fukuoka ;
- 2013 : Tokyo Ravens : Takiko Souma / Hokuto ;

- 2014 : Soni-Ani: Super Sonico The Animation : Ouka Satsurikuin ;
- 2014 : Riddle Story of Devil : Haru Ichinose ;
- 2014 : Knights of Sidonia : Yuhata Midorikawa ;
- 2014 : Sailor Moon Crystal : Sailor Mercury / Ami Mizuno ;
- 2014 : Log Horizon : Tatara / Kushiyatama ;
- 2014 : The Seven Deadly Sins : Veronica Liones ;
- 2014 : Shirobako : Kyoko Suzuki / Aria ;
- 2015 : Durarara!! x2 : Kururi Orihara ;
- 2015 : Maria the Virgin Witch : Maria ;
- 2015 : Knight of Sidonia: Battle for Planet Nine : Yuhata Midorikawa ;
- 2015 : Ninja Slayer : Asari ;
- 2015 : Heavy Objet : Ohoho ;
- 2015 : Chivalry of a Failed Knight : Toka Todo ;
- 2015 : Mobile Suit Gundam: Iron-Blooded Orphans : Atra Mixta ;
- 2015 : Valkyrie Drive: Mermaid : Ange ;
- 2016 : Re:ZERO - Starting Life in Another World : Betelgeuse's Finger ;
- 2016 : And you thought there is never a girl online : Isana ;
- 2016 : Love Live! Sunshine!! : Itsuki ;
- 2016 : Alderamin on the Sky : Miara Gin ;
- 2016 : The Seven Deadly Sins: Signs of Holy War : Veronica Liones ;
- 2016 : Koro Sensei Quest! : Hinano Kurahashi ;
- 2017 : Granblue Fantasy: The Animation : Djeeta ;
- 2017 : Re:CREATORS : Marine ;
- 2017 : Classroom of the Elite : Chie Hoshinomiya ;
- 2017 : Gamers! : Karen Tendo[21],[22],[23], ;
- 2017 : Food Wars! The Third Plate : Erina Nakiri ;
- 2017 : Children of the Whales : Sami ;
- 2017 : INUYASHIKI LAST HERO : Fumino Inoue ;
- 2018 : A place Further Tahn the Universe : Megumi Takahashi ;
- 2018 : The Seven Deadly Sins: Revival of the Commendments : Veronica Liones ;
- 2018 : Citrus : SAra Tachibana ;
- 2018 : Todays Menu for the Emiya Family : Taiga Fujimura ;
- 2018 : Lord El-Melloi II's Case Files {Rail Zeppelin} Grace note : Mary Lil Fargo ;
- 2019 : BanG Dream! 2nd Season : Tsugumi Hazawa ;
- 2019 : Fire Force : Asako Hague ;
- 2019 : Dr. Stone : Connie Lee ;
- 2019 : Granblue Fantasy: The Animation Season 2 : Djeeta ;
- 2019 : Food Wars! The Fourth Plate : Erina Nakiri ;
- 2020 : BanG Dream! 3rd Season : Tsugumi Hazawa ;
- 2020 : Gleipnir : Miku Aihara ;
- 2020 : Food Wars! The Fifth Plate : Erina Nakiri ;
- 2020 : Fate/Grand Carnival : Helena Blavatsky ;
- 2021 : The Seven Deadly Sins: Dragon's Judgement : Veronica Liones ;
- 2021 : Bottom-tier Character Tomozaki : Aoi Hinami ;
- 2021 : Horimiya : Motoko Iura ;
- 2021 : Mushoku Tensei: Jobless Reincarnation : Zenith Greyrat ;
- 2021 : Vivy: Fluorite Eye's Song : Margaret ;
- 2021 : The Way of the Househusband : Sky Police ;
- 2021 : Scarlet Nexus : Yuito Sumeragi ;
- 2022 : BanG Dream! Girls Band Party!: 5th Anniversary Animation - CiRCLE THANKS PARTY! : Tsugumi Hazawa ;
- 2022 : Shokei shōjo no bājin rōdo : Momo ;
- 2022 : Love After World Domination : Kyoko Kuroyuri / Steel Princess ;
- 2022 : Shine Post : Tokka / THINGS FAN C ;
- 2023 : The Angel Next Door Spoils Me Rotten : Shihoko Fujimiya ;
- 2023 : BanG Dream! It's MyGo!!!!! : Tsugumi Hazawa ;
- 2023 : Hori-san to Miyamura-kun : Motoko Iura ;

### OVA
- 2014 : Gargantia on the Verdurous Planet : Amy ;
- 2015 : Senran Kagura: Estival Versus : Murakumo ;
- 2017 : Food Wars! The Second Plate : Erina Nakiri ;
- 2018 : Food Wars! The Third Plate : Erina Nakiri ;

### Jeux vidéos
- 2003 : Atelier Violet: The Alchemist of Gramnad 2 : Lapis ;
- 2010 : Sound of the Sky: Quintet of Maidens : Kanata Sorami ;
- 2011 : Dream Club Zero : Nonono ;
- 2011 : Queen's Gate: Spiral Chaos : Aine ;
- 2011 : Sonicomi: Communication with Sonico : Ouka Satsurikuin ;
- 2012 : Photo Kano : Mai Sakura ;
- 2012 : Mahjong Dream Club : Nonono ;
- 2012 : Resident Evil: Operation Raccoon City : Sherry Birkin ;
- 2012 : Phantasy Star Online 2 : Fourie ;
- 2012 : Gunslinger Stratos : Kyoka Katagiri ;
- 2012 : Rune Factory 4 : Xiao Pai ;
- 2012 : Kokoro Conect Yochi Random : Yui Kiriyama ;
- 2013 : Senran Kagura: Shinovi Versus : Murakumo ;
- 2013 : Princess Arthur : Leanan Sidhe ;
- 2013 : Muv-Luv Alternative: Total Eclipse : Izumi Noto ;
- 2013 : The Legend of Heroes: Trail of Cold Steel : Fie Claussell ;
- 2013 : Onechanbara Z: Kagura with Nonono! : Nonono ;
- 2013 : Akiba's Trip: Undead & Undressed : Rin ;
- 2013 : God Eater 2: Rage Burst : Livie Colette ;
- 2014 : Gunslinger Stratos : Kyoka Katagiri ;
- 2014 : Granblue Fantasy : Djeeta / Miku Tajiri ;
- 2014 : Senran Kagura: Bon Appétit! : Murakumo ;
- 2014 : CV: Csting Voice : Hina Uzuki ;
- 2014 : Girls und Panzer: I Will Master Tankery! : Katyusha ;
- 2014 : The Legend of Heroes: Trail of Cold Steel II : Fie Claussell ;
- 2015 : Tekken 7 : Lucky Chloe ;
- 2015 : Assassination Classroom : Hinano Kurahashi ;
- 2015 : Sword Art Online: Lost Song : Seven ;
- 2015 : Senran Kagura: Estival Versus : Murakumo ;
- 2015 : Super Robot Wars Z3: Heaven Chapter : Amy ;
- 2015 : Xenoblade Chronicles X : Meer ;
- 2015 : Bravely Second: End Layer : Minnete Goroneze ;
- 2015 : Nitroplus Blasterz: Heroines Infinite Duel : Ouka Satsurikuin / Amy ;
- 2015 : Fire Emblem: Fates : Sakura ;
- 2015 : Fate/Grand Order : Archer / Tomoe Gozen / Caster / Helena Blavatsky ;
- 2015 : 7th Dragon III: Code VFD : une joueuse ;
- 2016 : Breath of Fire 6 : une protagoniste ;
- 2016 : Assassination Classroom: Assassin Training Plan : Hinano Kurahashi ;
- 2016 : Lilycle Rainbow Stage!!! : Natsuki Mariya ;
- 2016 : Gunslinger Stratos 3 : Kyoka Katagiri ;
- 2016 : Uppers : Mai Momoyuki ;
- 2016 : The Legend of Heroes: Akutsuki no Kiseki : Fie Claussell ;
- 2016 : Sword Art Online: Hollow Realization : Seven ;
- 2016 : World of Final Fantasy : Eiko Carol ;
- 2016 : Honkai Impact 3rd : Vill V ;
- 2017 : Dissidia Final Fantasy: Opera Omnia : Eiko Carol ;
- 2017 : Fire Emblem Heroes : Syrene / Sakura ;
- 2017 : Senran Kagura: Peach Beach Splash : Murakumo ;
- 2017 : BanG Dream! Girls Band Party! : Tsugumi Hazawa ;
- 2017 : Accel World VS Sword Art Online: Millennium Twilight : Seven ;
- 2017 : Another Eden: The Cat Beyond Time and Space : Pom ;
- 2017 : Azur Lane : HMS Black Prince / IJN Jintsuu / HMS Kent ;
- 2017 : The Legend of Heroes: Trail of Cold Steel III : Fie Claussell ;
- 2017 : Fire Emblem Warriors : Sakura ;
- 2017 : Shinobi Master Senran Kagura: New Link : Murakumo ;
- 2018 : Happy Manager : Himari Takeyama ;
- 2018 : Sworld Art Online: Fatal Bullet : Seven ;
- 2018 : Princess Connect! Re:Dive : Djeeta ;
- 2018 : Senran Kagura Burst Re:Newal : Murakumo ;
- 2018 : Girls und Panzer: Dream Tank Match : Katyusha ;
- 2018 : Fate/Grand Order Arcade : Rider / Helena Blavastsky ;
- 2018 : The Legend of Heroes: Trails of Cold Steel IV : Fie Claussell / Becky ;
- 2019 : Rune Factory 4 Special : Xiao Pai ;
- 2019 : Action Taimanin : Mari Shinohara ;
- 2020 : Arknights : Ptilopsis ;
- 2020 : Granblue Fantasy Versus : Djeeta ;
- 2020 : Indivisible : Leilani / Nuna ;
- 2020 : The Legend of Heroes: Trails into Reverie : Fie Claussell ;
- 2020 : Genshin Impact : Nilou ;
- 2021 : Blue Archive : Junko Akashi ;
- 2021 : Scarlet Nexus : Yuito Sumeragi ;
- 2021 : Melty Blood: Type Lumina : Miyako Arima ;
- 2021 : The Legend of Heroes: Kuro no Kiseki : Fie Claussell / Odette ;
- 2022 : The Eminence in Shadow: Master of Garden : Epsilon[24]
- 2023 : Higan: Eruthyll : Eupheria ;
- 2023 : takt op. Symphony : Air on the G-String ;
- 2023 : Sword Art Online: Last Recollection : Seven ;
- 2023 : Granblue Fantasy Versus: Rising : Djeeta ;
- 2024 : Granblue Fantasy: Relink : Djeeka ;

Source : behindthevoice.com